# Тэлбот, Фрэнсис (графиня Тирконнелл)
Фрэ́нсис Тэ́лбот (англ. Frances Talbot), графиня Тирконнелл, в первом браке графиня Гамильтон, урожденная Фрэ́нсис Дже́ннингс (англ. Frances Jennings; ок. 1647, Сандридж, графство Хартфордшир, Королевство Англия — 9 марта 1730, Дублин, Королевство Ирландия) — английская аристократка, игравшая важную роль при королевском дворе в эпоху Реставрации, вместе со своей младшей сестрой Сарой Дженнингс. Фрейлина герцогини Йоркской. Она была дважды замужем и оба раза овдовела. Последние годы жизни провела в лишениях и умерла в нищете.

## Ранние годы
Родилась около 1647 года в Сандридже в семье дворянина Ричарда Дженнингса и Фрэнсис, урождённой Торнхёрст. За приятную внешность получила прозвище «Прекрасная Дженнингс» (фр. La Belle Jennings). Томас Маколей в «Истории Англии с правления Якова II» написал о ней, как о «прекрасной Фанни Дженнингс, самой красивой кокетке при дворе в блестящем Уайтхолле времён Реставрации». В 1664 году Фрэнсис была назначена фрейлиной Анны Хайд, герцогини Йоркской. По воспоминаниям Сэмюэля Пипса, она была дикой и безрассудной девицей; так, однажды, Фрэнсис переоделась в костюм торговки апельсинами, но в конце концов была опознана из-за дорогой обуви.

## Графиня Гамильтон
В 1665 году Фрэнсис вышла замуж за сэра Джорджа Гамильтона, графа Гамильтона, лагерного маршала, сына сэра Джорджа Гамильтона, 1-го баронета и Мэри Батлер, дочери лорда Тёрлса, в браке с которым у неё родились три дочери:
- леди Элизабет Гамильтон (1667—1724), в 1685 году вышла замуж за Ричарда Парсонса, 1-го виконта Росса и стала матерью Ричарда Парсонса, 1-го графа Росса[англ.];
- леди Фрэнсис Гамильтон, в 1687 году вышла замуж за Генри Диллона, 8-го виконта Диллона[англ.];
- леди Мэри Гамильтон (1676—1736), в 1688 году вышла замуж за Николаса Барнуолла, 3-го виконта Барнуолла[англ.].

## Графиня Тирконнелл
После смерти первого мужа Фрэнсис снова вышла замуж в 1681 году за жениха, которого ранее отвергла. Им стал Ричард Тэлбот. Позднее её муж получил титул графа Тирконнелла в пэрстве Ирландии, а затем и герцога Тирконнелла. Последний титул был дарован ему королём Яковом II после Славной революции и не получил широкого признания. Тем не менее, Фрэнсис часто называют герцогиней Тирконнелл. В этом браке детей у супругов не было.
Муж Фрэнсис был назначен лордом-заместителем Ирландии, и супруги поселились в Дублине. Он следил за расширением ирландской армии и превращением её из преимущественно протестантской в католическую армию, которая сражалась на стороне короля Якова II во время войны с королём Вильгельмом III в Ирландии. После поражения в битве при Бойне король укрылся в доме лорда Тирконнелла, где его встретила Фрэнсис. Король сказал ей: «Ваши соотечественники, мадам, умеют хорошо бегать». На это Фрэнсис ему ответила: «Не так хорошо, как Ваше величество, потому, как я вижу, гонку выиграли Вы».
После смерти мужа во время осады Лимерика в 1691 году Фрэнсис оказалась в весьма затруднительном материальном положении. Некоторое время она даже работала портнихой в ателье у Королевской биржи. Она была одета в белое платье, а лицо скрывала под белой маской. В то время её звали «белой модисткой».
После вступления на престол королевы Анны, Фрэнсис получила часть прежней собственности покойного мужа, восстановленную парламентским актом, предположительно, благодаря влиянию её младшей сестры на королеву. В последние годы жизни она удалилась в монастырь бедных клариссинок в Дублине, где умерла 9 марта 1730 года. Её похоронили в соборе Святого Патрика в Дублине.

## В культуре
В 1840-х годах о периоде в жизни графини, когда она была известна под именем «белой модистки», была написана пьеса и поставлена в Ковент-Гардене. В 1913 году биография Фрэнсис и её второго мужа под названием «Маленькая Дженнингс и бравый Дик Тэлбот. Жизнь герцога и герцогини Тирконнелл» (англ. Little Jennings and Fighting Dick Talbot: A Life of the Duke and Duchess of Tyrconnel) была написана и издана Филипом Сарджентом.